# Vaahteraliiga 1998
La Vaahteraliiga 1998 è stata la 19ª edizione del campionato finlandese di football americano di primo livello, organizzato dalla SAJL.

## Squadre partecipanti
| Club                     | Città        | Stadio | Sponsor ufficiale | Risultato nella stagione 1997 |
| ------------------------ | ------------ | ------ | ----------------- | ----------------------------- |
| Arctic Circle Stars      | Rovaniemi    |        |                   |                               |
| East City Giants         | Helsinki     |        |                   |                               |
| Helsinki Roosters        | Helsinki     |        |                   |                               |
| Lappeenranta Rajaritarit | Lappeenranta |        |                   |                               |
| Porvoon Butchers         | Porvoo       |        |                   |                               |
| Seinäjoki Crocodiles     | Seinäjoki    |        |                   |                               |
| Turku Trojans            | Turku        |        |                   |                               |
| Vantaan TAFT             | Vantaa       |        |                   |                               |

## Stagione regolare

### Calendario

#### 1ª giornata
| 6-7 giugno 1998 | Vantaan TAFT | 0 – 36 | Porvoon Butchers |  |

| 6-7 giugno 1998 | Seinäjoki Crocodiles | 28 – 7 | Lappeenranta Rajaritarit |  |

| 6-7 giugno 1998 | Turku Trojans | 36 – 0 | East City Giants |  |

| 6-7 giugno 1998 | Helsinki Roosters | 38 – 13 | Arctic Circle Stars |  |

#### 2ª giornata
| 13-14 giugno 1998 | Vantaan TAFT | 6 – 68 | Turku Trojans |  |

| 13-14 giugno 1998 | Lappeenranta Rajaritarit | 5 – 42 | Helsinki Roosters |  |

| 13-14 giugno 1998 | Arctic Circle Stars | 28 – 21 | Seinäjoki Crocodiles |  |

| 13-14 giugno 1998 | East City Giants | 30 – 20 | Porvoon Butchers |  |

#### 3ª giornata
| 27-28 giugno 1998 | Porvoon Butchers | 12 – 16 | Turku Trojans |  |

| 27-28 giugno 1998 | Seinäjoki Crocodiles | 21 – 28 | Helsinki Roosters |  |

| 27-28 giugno 1998 | East City Giants | 34 – 6 | Vantaan TAFT |  |

| 27-28 giugno 1998 | Lappeenranta Rajaritarit | 11 – 41 | Arctic Circle Stars |  |

#### 4ª giornata
| 4-5 luglio 1998 | Vantaan TAFT | 0 – 55 | Seinäjoki Crocodiles |  |

| 4-5 luglio 1998 | Arctic Circle Stars | 42 – 27 | East City Giants |  |

| 4-5 luglio 1998 | Turku Trojans | 10 – 9 | Lappeenranta Rajaritarit |  |

| 4-5 luglio 1998 | Porvoon Butchers | 27 – 52 | Helsinki Roosters |  |

#### 5ª giornata
| 11-12 luglio 1998 | Vantaan TAFT | 12 – 54 | Helsinki Roosters |  |

| 11-12 luglio 1998 | Porvoon Butchers | 19 – 37 | Seinäjoki Crocodiles |  |

| 11-12 luglio 1998 | Turku Trojans | 23 – 6 | Arctic Circle Stars |  |

| 11-12 luglio 1998 | East City Giants | 22 – 24 | Lappeenranta Rajaritarit |  |

#### 6ª giornata
| 18-19 luglio 1998 | Lappeenranta Rajaritarit | 6 – 18 | Porvoon Butchers |  |

| 18-19 luglio 1998 | Seinäjoki Crocodiles | 25 – 7 | East City Giants |  |

| 18-19 luglio 1998 | Arctic Circle Stars | 49 – 18 | Vantaan TAFT |  |

| 18-19 luglio 1998 | Helsinki Roosters | 10 – 31 | Turku Trojans |  |

#### 7ª giornata
| 25-26 luglio 1998 | Lappeenranta Rajaritarit | 57 – 7 | Vantaan TAFT |  |

| 25-26 luglio 1998 | Seinäjoki Crocodiles | 28 – 42 | Turku Trojans |  |

| 25-26 luglio 1998 | Porvoon Butchers | 12 – 19 | Arctic Circle Stars |  |

| 25-26 luglio 1998 | East City Giants | 20 – 55 | Helsinki Roosters |  |

#### 8ª giornata
| 7-8 agosto 1998 | Vantaan TAFT | 7 – 41 | East City Giants |  |

| 7-8 agosto 1998 | Arctic Circle Stars | 36 – 3 | Lappeenranta Rajaritarit |  |

| 7-8 agosto 1998 | Turku Trojans | 31 – 6 | Porvoon Butchers |  |

| 7-8 agosto 1998 | Helsinki Roosters | 48 – 7 | Seinäjoki Crocodiles |  |

#### 9ª giornata
| 14-15 agosto 1998 | Porvoon Butchers | 40 – 20 | East City Giants |  |

| 14-15 agosto 1998 | Seinäjoki Crocodiles | 44 – 22 | Arctic Circle Stars |  |

| 14-15 agosto 1998 | Turku Trojans | 77 – 0 | Vantaan TAFT |  |

| 14-15 agosto 1998 | Helsinki Roosters | 57 – 6 | Lappeenranta Rajaritarit |  |

#### 10ª giornata
| 21-22 agosto 1998 | Lappeenranta Rajaritarit | 25 – 35 | Seinäjoki Crocodiles |  |

| 21-22 agosto 1998 | Arctic Circle Stars | 16 – 13 | Helsinki Roosters |  |

| 21-22 agosto 1998 | Porvoon Butchers | 55 – 34 | Vantaan TAFT |  |

| 21-22 agosto 1998 | East City Giants | 21 – 41 | Turku Trojans |  |

### Classifica
La classifica della regular season è la seguente:
- PCT = percentuale di vittorie, G = partite giocate, V = partite vinte,  P = partite perse, PF = punti fatti, PS = punti subiti

| Pos. | Squadra                  | PCT   | G  | V  | N | P  | PF  | PS  |
| ---- | ------------------------ | ----- | -- | -- | - | -- | --- | --- |
| 1    | Turku Trojans            | 1.000 | 10 | 10 | 0 | 0  | 375 | 98  |
| 2    | Helsinki Roosters        | .800  | 10 | 8  | 0 | 2  | 397 | 158 |
| 3    | Arctic Circle Stars      | .700  | 10 | 7  | 0 | 3  | 272 | 210 |
| 4    | Seinäjoki Crocodiles     | .600  | 10 | 6  | 0 | 4  | 301 | 226 |
| 5    | Porvoon Butchers         | .400  | 10 | 4  | 0 | 6  | 245 | 245 |
| 6    | East City Giants         | .300  | 10 | 3  | 0 | 7  | 222 | 296 |
| 7    | Lappeenranta Rajaritarit | .200  | 10 | 2  | 0 | 8  | 153 | 296 |
| 8    | Vantaan TAFT             | .000  | 10 | 0  | 0 | 10 | 90  | 526 |

## Playoff

### Tabellone
|  | Semifinali | Semifinali           | Semifinali |                   |    | XIX Vaahterahmalja | XIX Vaahterahmalja | XIX Vaahterahmalja |  |
|  |            |                      |            |                   |    |                    |                    |                    |  |
|  | 1          | Turku Trojans        | 62         |                   |    |                    |                    |                    |  |
|  | 1          | Turku Trojans        | 62         |                   |    |                    |                    |                    |  |
|  | 4          | Seinäjoki Crocodiles | 0          |                   |    |                    |                    |                    |  |
|  | 4          | Seinäjoki Crocodiles | 0          |                   | 1  | Turku Trojans      | 26                 |                    |  |
|  |            |                      |            |                   | 1  | Turku Trojans      | 26                 |                    |  |
|  |            |                      | 2          | Helsinki Roosters | 42 |                    |                    |                    |  |
|  | 2          | Helsinki Roosters    | 2          | Helsinki Roosters | 42 | 48                 |                    |                    |  |
|  | 2          | Helsinki Roosters    |            |                   |    |                    |                    |                    |  |
|  | 3          | Arctic Circle Stars  | 36         |                   |    |                    |                    |                    |  |

### Semifinali
| 28-29 agosto 1998 | Turku Trojans | 62 – 0 | Seinäjoki Crocodiles |  |

| 28-29 agosto 1998 | Helsinki Roosters | 48 – 36 | Arctic Circle Stars |  |

### XIX Vaahteramalja
| Helsinki 5 settembre 1998 | Turku Trojans | 26 – 42 (6-7 14-7 0-22 6-6) referto | Helsinki Roosters | Töölön Pallokenttä |

## Verdetti
- Helsinki Roosters Campioni della Finlandia 1998